# Courtdale
Courtdale es un borough ubicado en el condado de Luzerne en el estado estadounidense de Pensilvania. En el año 2000 tenía una población de 791 habitantes y una densidad poblacional de 298 personas por km².

## Geografía
Courtdale se encuentra ubicado en las coordenadas 41°17′5″N 76°54′17″O / 41.28472, -76.90472.

## Demografía
Según la Oficina del Censo en 2000 los ingresos medios por hogar en la localidad eran de $38,150 y los ingresos medios por familia eran $44,500. Los hombres tenían unos ingresos medios de $34,219 frente a los $25,234 para las mujeres. La renta per cápita para la localidad era de $17,765. Alrededor del 8.7% de la población estaba por debajo del umbral de pobreza.